# And Now... Ladies and Gentlemen
And Now... Ladies and Gentlemen is een Frans-Britse dramafilm uit 2002 onder regie van Claude Lelouch.

## Verhaal
De Britse meesterdief Valentin Valentin heeft een fortuin aan gestolen juwelen vergaard. Wanneer de politie hem op de hielen zit, koopt hij een jacht en vaart er de wereld mee rond. In Marokko maakt hij kennis met de knappe jazzzangeres Jane Lester. Ze krijgen een liefdesrelatie, maar dan haalt hun verleden hen in.

## Rolverdeling
| Acteur                | Personage           |
| --------------------- | ------------------- |
| Jeremy Irons          | Valentin Valentin   |
| Patricia Kaas         | Jane Lester         |
| Thierry Lhermitte     | Thierry             |
| Alessandra Martines   | Françoise           |
| Claudia Cardinale     | Mevrouw Falconetti  |
| Jean-Marie Bigard     | Dr. Larry           |
| Ticky Holgado         | Boubou              |
| Yvan Attal            | David               |
| Amidou                | Politie-inspecteur  |
| Sylvie Lœillet        | Soleil              |
| Constantin Alexandrov | Mijnheer Falconetti |
| Stéphane Ferrara      | Sam Hernandez       |
| Samuel Labarthe       | Trompettist         |
| Paul Freeman          | Engelse klant       |
| Saoud Amidou          | Kamermeid           |